# Helen Wainwright
Helen E. Wainwright (New York, 15 maart 1906 – aldaar, 8 oktober 1965) was een Amerikaans schoonspringster en zwemster.

## Biografie
Wainwright is de dochter van een Engelsman die in 1888 emigreerde naar New York. Ze won olympische medailles in zowel het schoonspringen als het zwemmen. In 1920 won ze de zilveren medaille bij het schoonspringen vanaf de 3 meter plank op de Olympische Zomerspelen in Antwerpen. Vier jaar later, op de Olympische Spelen in Parijs, won ze het zilver op de 400 meter vrije slag zwemmen.
Bij haar eerste deelname aan de Spelen in 1920 was ze nog maar veertien jaar oud. Ze was negentien keer nationaal kampioen, zeventien keer bij het zwemmen en twee keer bij het schoonspringen. In 1922 zette Wainwright een wereldrecord op de 1500 meter vrije slag op haar naam. Ze werd in 1925 geselecteerd om Het Kanaal over te zwemmen, maar vanwege een blessure ging Gertrude Ederle in haar plaats.
Later werd ze een professionele zwemster en toerde ze met Aileen Riggin en Gertrude Ederle door het land met een verplaatsbare tank waar ze in zwommen.
In de jaren 30 werd Wainwright zwemcoach op cruiseschepen die vertrokken vanuit New York. Tijdens de Tweede Wereldoorlog leverde ze de meeste van haar medailles in om ze te laten omsmelten voor de metaalindustrie. Ze trouwde in 1933 met een militair, Cree Stelling. Wainwright overleed in oktober 1965. Ze werd in 1972 postuum opgenomen in de International Swimming Hall of Fame.

## Erelijst
- OS 1920, schoonspringen 3 m plank
- OS 1924, zwemmen 400 m vrije slag

- Bibliothèque nationale de France: cb170678515 (data)